# Matija Kvasina
Matija Kvasina (né le 4 décembre 1981 à Nova Gradiška) est un coureur cycliste croate.

## Biographie
En 2003, Matija Kvasina remporte une étape du Tour de Hongrie, puis il rejoint l'équipe cycliste slovène Perutnina Ptuj. En 2004, il devient, à 23 ans, champion de Croatie du contre-la-montre. L'année suivante, il gagne une étape du Tour de Serbie, ainsi que le classement général. Il devient également pour la seule fois de sa carrière champion de Croatie sur route. Pendant la saison 2006, il s'adjuge une étape sur le Tour de Cuba, puis remporte le championnat croate du contre-la-montre pour la deuxième fois.
En 2007, il obtient une victoire d'étape lors de la Course de la Solidarité olympique. En 2008, il remporte le classement général du Tour de Serbie et participe à la course sur route des Jeux olympiques à Pékin.
En 2012, il renoue avec un succès sur une course par étapes internationale lors du Tour de Roumanie. La même année, il ajoute à son palmarès deux succès d'étapes sur le Tour of Szeklerland. En 2014, Kvasina s'adjuge le Rhône-Alpes Isère Tour. Entre 2007 et 2015, il est cinq fois champion national du contre-la-montre.
En 2016, il rejoint l'équipe Synergy Baku Project. Outre un nouveau titre national du contre-la-montre, il crée la surprise en remportant son Tour national devant des coureurs membres d'équipes World Tour.
Fin mai 2017, il remporte la Flèche du Sud. En juin, il devient pour la neuvième fois champion de Croatie du contre-la-montre et se classe deuxième de l'épreuve en ligne. En juillet, l'UCI le suspend en raison d'un contrôle positif à un stimulant, le Molidustat, lors de sa récente victoire sur la Flèche du Sud. Il est suspendu 4 ans, jusqu'au 2 juillet 2021 et perd tous ses résultats obtenus à partir du 24 mai 2017.

## Palmarès

### Palmarès sur route
- 2002
  - 2e du championnat de Croatie du contre-la-montre espoirs
- 2003
  - 4ea étape du Tour de Hongrie
- 2004
  -  Champion de Croatie du contre-la-montre
  - 7e du Tour de l'Avenir
- 2005
  -  Champion de Croatie sur route
  - Tour de Serbie :
    - Classement général
    - 2e étape

  - 8e du Tour de l'Avenir
- 2006
  -  Champion de Croatie du contre-la-montre
  - 11ea étape du Tour de Cuba (contre-la-montre)
  - 2e du Tour de Cuba
  - 3e du Rhône-Alpes Isère Tour
  - 6e du Tour de l'Avenir
- 2007
  -  Champion de Croatie du contre-la-montre
  - Belgrade-Cacak
  - 2e étape de la Course de la Solidarité olympique
  - 2e du Grand Prix de la Forêt-Noire
  - 3e du championnat de Croatie sur route
  - 3e du Giro del Belvedere
  - 3e du Tour de Serbie
- 2008
  -  Champion de Croatie du contre-la-montre
  - Tour de Serbie
  - 2e de Ljubljana-Zagreb
  - 2e du Trofeo Zssdi
  - 3e du Grand Prix Copenhagen Classic
  - 3e du Velika Nagrada Ptuja
- 2009
  - 2e du Giro delle Valli Aretine
  - 3e du Grand Prix cycliste de Gemenc
- 2010
  -  Champion de Croatie du contre-la-montre
- 2011
  - Miskolc GP
  - Banja Luka-Belgrade II
  - 2e du championnat de Croatie du contre-la-montre
  - 3e du championnat de Croatie sur route
- 2012
  - Tour de Roumanie :
    - Classement général
    - 5e étape

  - 3e et 4ea (contre-la-montre) étapes du Tour of Szeklerland
  - 2e du Sibiu Cycling Tour
  - 3e du championnat de Croatie du contre-la-montre
- 2013
  -  Champion de Croatie du contre-la-montre
  - 3e étape de l'Okolo Jižních Čech
  - 2e du Sibiu Cycling Tour
  - 3e de l'Okolo Jižních Čech
- 2014
  - Classement général du Rhône-Alpes Isère Tour
  - 2e de l'Umag Trophy
  - 3e du Tour de Slovaquie
- 2015
  -  Champion de Croatie du contre-la-montre
  - 3e du championnat de Croatie sur route
  - 3e de la Semaine internationale Coppi et Bartali
- 2016
  -  Champion de Croatie du contre-la-montre
  - Classement général du Tour de Croatie
  - 3e du Tour de Serbie
- 2017
  -  Champion de Croatie du contre-la-montre
  - Classement général de la Flèche du Sud
  - 2e du championnat de Croatie sur route

### Classements mondiaux
| Année            | 2005 | 2006 | 2007 | 2008 | 2009 | 2010 | 2011 | 2012 | 2013 | 2014 | 2015 | 2016 |
| ---------------- | ---- | ---- | ---- | ---- | ---- | ---- | ---- | ---- | ---- | ---- | ---- | ---- |
| UCI America Tour | 317e | 76e  |      |      |      |      |      |      |      |      |      |      |
| UCI Asia Tour    |      |      |      |      | 235e |      | 170e | 313e |      |      |      |      |
| UCI Europe Tour  | 60e  | 131e | 33e  | 77e  | 362e | 397e | 102e | 59e  | 56e  | 83e  | 179e | 118e |